# Брянский городской совет народных депутатов
Брянский городской Совет народных депутатов — представительный орган местного самоуправления города Брянска, осуществляющий законодательные и контрольные функции в муниципалитете.

## История
Истоки городского самоуправления в Брянске уходят в глубокое прошлое. Уже в XVII веке на территории города действовали органы управления — городские главы, боярская дума и служилые люди, ответственные за принятие административных и хозяйственных решений.
В XVIII — XIX веках формировалась система городских дум и управ, которые занимались вопросами местного управления, общественного порядка и хозяйственной деятельности. В начале XX века в Брянске функционировало избирательное собрание с избранием городских голов и гласных — предшественников депутатского корпуса.
Совет народных депутатов сформировался как коллегиальный орган в советский период и с тех пор претерпевал множество структурных изменений, отражающих политические и административные реформы в стране и регионе. С распадом СССР и реформами 1990-х годов городской Совет стал основным представительным органом, обеспечивающим законодательные функции, утверждение бюджета и контроль за деятельностью городской администрации.
В 2016 году прошло торжественное мероприятие, посвящённое 20-летию современного формата Брянского городского Совета, что символизирует становление и развитие института муниципального самоуправления в постсоветский период.

## Полномочия
Основные полномочия Совета включают:
- Принятие нормативных актов Совет принимает решения, устанавливающие обязательные правила для исполнения на всей территории Брянска. Эти решения могут касаться различных сфер городской жизни.[5]
- Утверждение бюджета Одним из ключевых полномочий является утверждение бюджета города, контроль за его исполнением и установление местных налогов и сборов.[6]
- Решение вопросов местного значения Совет уполномочен решать вопросы местного значения, которые отнесены к его компетенции федеральным, областным законодательством и Уставом города .
- Контрольные функции Совет осуществляет контроль за исполнением муниципальных программ и финансовых решений, а также может применять меры ответственности к депутатам и Главе города Брянска.[6]
- Формирование органов и назначение должностных лиц Совет назначает выборы, определяет структуру своих органов, включая создание Малого Совета, постоянных комитетов и районных территориальных депутатских групп, а также может формировать временные комиссии.
- Управление муниципальной собственностью В компетенцию Совета входит урегулирование порядка управления и распоряжения муниципальной собственностью.
- Взаимодействие с другими органами Совет взаимодействует с исполнительными органами власти регионального и федерального уровней, а также с территориальными общественными объединениями.[6][7]

## Состав
Последние выборы в Брянский городской Совет народных депутатов седьмого созыва прошли с 6 по 8 сентября 2024 года в рамках Единого дня голосования.
- Совет состоит из 32 депутатов.[10][11]
- депутаты избираются сроком на 5 лет[1]
- Из них 16 депутатов избираются по пропорциональной системе по партийным спискам, при этом партия должна преодолеть избирательный барьер в 5%.
- Еще 16 депутатов избираются по мажоритарной системе — по одномандатным округам, где побеждает кандидат с наибольшим числом голосов.

Таким образом, действует смешанная избирательная система, при которой половина депутатов представляют партии через списки, а половина — избираются непосредственно избирателями в одномандатных округах.По результатам выборов в совете образовалось 2 фракции: Единая Россия и ЛДПР.